# رادنی استراسر
رادنی استراسر (به انگلیسی: Rodney Strasser) (زاده ۳۰ مارس ۱۹۹۰) بازیکن اهل سیرالئون تیم ملی فوتبال سیرالئون می‌باشد.